# If We Ever Meet Again
"If We Ever Meet Again" je R&B pjesma američkog kantautora i producenta Timbalanda. Pjesma je objavljena 1. prosinca 2009. kao jedan od dva promotivna singla za Timbalandov treći studijski album Shock Value II u izdanju Mosley Music Groupa. U pjesmi gostuje američka kantautorica Katy Perry.

## O pjesmi
Pjesma "If We Ever Meet Again" je objavljena kao dio promocije Timbalandovog albuma Shock Value II na iTunesu. Iako je pjesma objavljena kao promotivni singl, uspjela se plasirati na top liste singlova i to na američku top listu singlova sredinom prosinca 2009. godine. Kasnije je objavljeno da će pjesma biti izdana kao drugi singl s albuma 15. veljače 2010. godine u Ujedinjenom Kraljevstvu te kao četvrti singl u SAD-u. Timbaland je za MTV rekao da ga je za pjesmu inspirirao will.i.am s pjesmom "I Gotta Feeling".

Timbaland u pjesmi pjeva, umjesto repanja: 
»Nije sad da je to nevjerojatno pjevanje, ali za mene ima smisla i pristaje uz moj glas. Da netko drugi pjeva umjesto mene možda bi zvučalo pretjerano. Više mi se sviđa s pogreškama – ja radim greške. Kada ja pjevam to izgleda kao neka vrsta hvalisanja.«

## Popis pjesama
iTunes digitalni download
1. "If We Ever Meet Again" – 4:53

Britanski i njemački CD singl
1. "If We Ever Meet Again" (International Radio Edit) – 3:58
2. "If We Ever Meet Again" (Digital Dog Eadio Remix) – 3:26

Njemački promotivni CD singl
1. "If We Ever Meet Again" – 4:00

Njemački digitalni EP
1. "If We Ever Meet Again" (International Radio Edit) – 3:58
2. "If We Ever Meet Again" (Digital Dog Radio Remix) – 3:26
3. "If We Ever Meet Again" (Chew Fu Deja Fix) – 5:07
4. "If We Ever Meet Again" (Starsmith Remix) – 5:07

## Videospot
Spot za pjesmu "If We Ever Meet Again" snimljen je u prosincu 2009. pod redateljskom palicom Paula "Coya" Allena, koji je režirao i spotove za "Morning After Dark" i "Say Something". Timbaland je za MTV izjavio da želi da video bude ozbiljan i da Perry glumi njegovog anđela čuvara. Premijera spota bila je 18. siječnja 2010. godine.
"If We Ever Meet Again"

Na početku videa neki umjetnik mnoštvu ljudi predstavlja sliku. Nakon uvodne prezentacije prikazani su Perry i Timbaland u nekoj tamnoj prostoriji kako pjevaju. U međuvremenu mnogo ljudi je zainteresirano za sliku. U jednoj je od scena Perry prikazana u dugoj bijeloj haljini kako u nekom kafiću sjedi i pjeva za stolom, dok Timbaland, kao posjetitelj prezentacije, u smeđem kaputu također pjeva.

## Top liste
| Top liste (2010.)      | Najviša pozicija |
| ---------------------- | ---------------- |
| Australija             | 9                |
| Austrija               | 12               |
| Belgija (Flandrija)    | 53               |
| Belgija (Valonija)     | 50               |
| Češka                  | 18               |
| Danska                 | 22               |
| Europa                 | 10               |
| Finska                 | 11               |
| Hrvatska               | 4                |
| Irska                  | 3                |
| Italija                | 10               |
| Kanada                 | 6                |
| Mađarska               | 24               |
| Nizozemska             | 11               |
| Njemačka               | 9                |
| Norveška               | 7                |
| Novi Zeland            | 1                |
| Rusija                 | 2                |
| SAD Billboard Hot 100  | 59               |
| SAD Pop Songs          | 35               |
| Slovačka               | 6                |
| Slovenija              | 1                |
| Švedska                | 20               |
| Švicarska              | 7                |
| Ujedinjeno Kraljevstvo | 3                |

| Tjedan   | 5  | 6  | 7 | 8 | 9 | 10 | 11 |
| -------- | -- | -- | - | - | - | -- | -- |
| Pozicija | 22 | 19 | 7 | 5 | 4 | 6  | 25 |

| Država      | Certifikacija | Prodaja |
| ----------- | ------------- | ------- |
| Australija  | zlatna        | 35.000  |
| Novi Zeland | platinasta    | 15.000  |

## Povijest objavljivanja
| Država                 | Datum             | Format                |
| ---------------------- | ----------------- | --------------------- |
| SAD                    | 1. prosinca 2009. | digitalni download    |
| Belgija                | 12. veljače 2010. | digitalni download    |
| Australija             | 15. veljače 2010. | CD singl              |
| Ujedinjeno Kraljevstvo | 15. veljače 2010. | CD singl              |
| SAD                    | 16. veljače 2010. | airplay               |
| Njemačka               | 26. veljače 2010. | CD singl              |
| Francuska              | 26. veljače 2010. | digitalni download EP |